# Moskva (rivier)
De Moskva (Russisch: Москва) is een 502 kilometer lange rivier in Rusland. Bij Kolomna, ongeveer 120 kilometer ten zuidoosten van Moskou, mondt de Moskva uit in de Oka, een zijrivier van de Wolga.
De grootste stad aan de Moskva is de Russische hoofdstad Moskou (die in het Russisch dezelfde naam als de rivier heeft). De oevers van de rivier zijn belangrijke ontspanningsplaatsen voor de Moskovieten. Andere plaatsen waar de Moskva door stroomt zijn Zvenigorod, Voskresensk en Mozjaisk.
In Moskou zijn meerdere havens voor binnenscheepvaart, die gebruikmaken van de verbinding met de Wolga. Ook zijn er rondvaartboten.

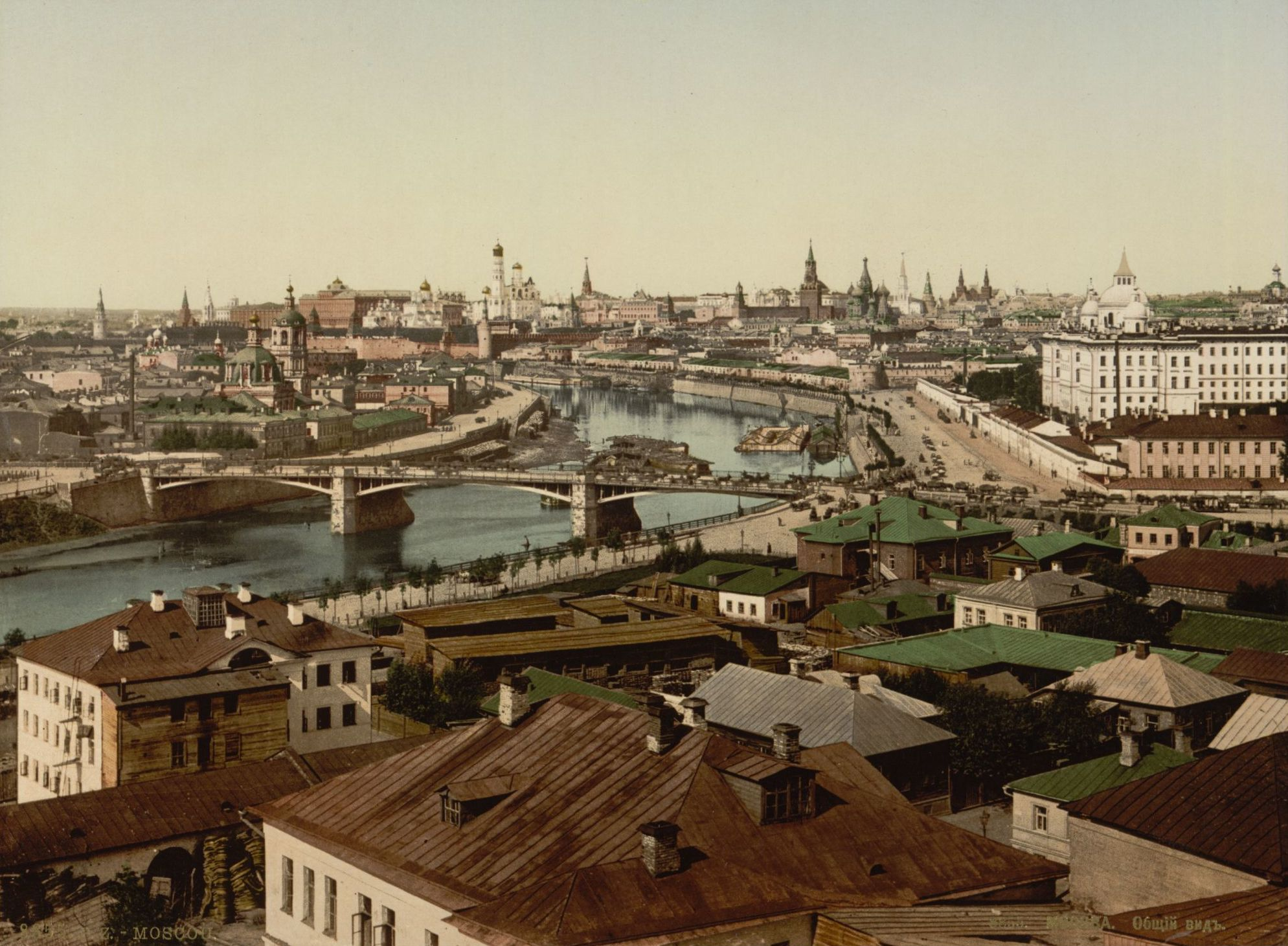
De Moskva in Moskou op een 19e-eeuwse briefkaart met het Kremlin op de achtergrond

- Gemeinsame Normdatei: 4241772-7
- Library of Congress Control Number: sh85087461
- Nationale Bibliotheek van Israël: 987007546050705171
- Virtual International Authority File: 245733823